# Triathlon de Dunkerque
Le triathlon de Dunkerque est une des plus ancienne compétition française de triathlon, elle se déroule tous les ans autour des bassins de la citadelle de Dunkerque depuis 1986, dans le département du Nord en France.

## Histoire
À sa création en 1986, 78 participants dont une délégation venant de l'île de La Réunion, des pionniers du triathlon se lancent dans la fraicheur de la mer du Nord. En 1989, la compétition passe au format olympique de 1,5 km de natation, 40 km de vélo et 10 km de course à pied. En 2001, le triathlon des plages passe autour des bassins de la citadelle de Dunkerque. Plusieurs triathlons pour les différentes catégories d'âges sont organisés. La course élite est souvent support d’épreuve du Grand Prix de triathlon, elle l'a été quinze fois sur les vingt-huit premières éditions.
Le palmarès de l'épreuve comprend de nombreux champions ou championnes de France, d’Europe ou du monde sur courte distance comme les Britanniques Jonathan et Alistair Brownlee, les Espagnols Javier Gómez et Mario Mola, les Français Vincent Luis et Léo Bergère, l'Américaine Gwen Jorgensen et la Britannique Non Stanford.
La Néo-Zélandaise Andrea Hewitt a terminé neuf fois sur le podium de 2007 à 2016, elle a reçu la médaille d'honneur de la ville de Dunkerque en 2014.

## Palmarès du triathlon distance M
| Hommes | Hommes                                 | Hommes                                 | Hommes                                 | Femmes                                 | Femmes                                 | Femmes                                 | Femmes                                 |
| Année  | 1er                                    | 2e                                     | 3e                                     | Année                                  | 1er                                    | 2e                                     | 3e                                     |
| ------ | -------------------------------------- | -------------------------------------- | -------------------------------------- | -------------------------------------- | -------------------------------------- | -------------------------------------- | -------------------------------------- |
| 2022   | Matthew Hauser                         | Hayden Wilde                           | Brandon Copeland                       | 2022                                   | Emma Lombardi                          | Zsanett Bragmayer                      | Mathilde Gauthier                      |
| 2021   | Bence Bicsák                           | Javier Gómez                           | Jawad Abdelmoula                       | 2021                                   | Cassandre Beaugrand                    | Natalie Van Coevorden                  | Émilie Morier                          |
| 2020   | Épreuve annulée pour cause de Covid-19 | Épreuve annulée pour cause de Covid-19 | Épreuve annulée pour cause de Covid-19 | Épreuve annulée pour cause de Covid-19 | Épreuve annulée pour cause de Covid-19 | Épreuve annulée pour cause de Covid-19 | Épreuve annulée pour cause de Covid-19 |
| 2019   | Léo Bergère                            | Anthony Pujades                        | Aurélien Raphaël                       | 2019                                   | Cassandre Beaugrand                    | Léonie Périault                        | Jeanne Lehair                          |
| 2018   | Vincent Luis                           | Léo Bergère                            | Anthony Pujades                        | 2018                                   | Léonie Périault                        | Sophie Coldwell                        | Émilie Morier                          |
| 2017   | Dorian Coninx                          | Raphaël Montoya                        | Wian Sullwald                          | 2017                                   | Cassandre Beaugrand                    | Non Stanford                           | Justine Guérard                        |
| 2016   | Jacob Birtwhistle                      | Kristian Blummenfelt                   | Jonathan Brownlee                      | 2016                                   | Vicky Holland                          | Andrea Hewitt                          | Emmie Charayron                        |
| 2015   | Javier Gómez                           | Raoul Shaw                             | David Hauss                            | 2015                                   | Gwen Jorgensen                         | Emma Jackson                           | Bárbara Riveros                        |
| 2014   | Mario Mola                             | João Silva                             | Anthony Pujades                        | 2014                                   | Gwen Jorgensen                         | Andrea Hewitt                          | Sarah Groff                            |
| 2013   | Jonathan Brownlee                      | Mario Mola                             | Aurélien Raphaël                       | 2013                                   | Non Stanford                           | Andrea Hewitt                          | Jessica Harrison                       |
| 2012   | Steffen Justus                         | Fernando Alarza                        | Anthony Pujades                        | 2012                                   | Emma Jackson                           | Bárbara Riveros                        | Andrea Hewitt                          |
| 2011   | Alistair Brownlee                      | Jonathan Brownlee                      | João Silva                             | 2011                                   | Andrea Hewitt                          | Emma Moffatt                           | Bárbara Riveros                        |
| 2010   | Jonathan Brownlee                      | Tim Don                                | Frédéric Belaubre                      | 2010                                   | Andrea Hewitt                          | Erin Densham                           | Carole Péon                            |
| 2009   | Laurent Vidal                          | William Clarke                         | Alistair Brownlee                      | 2009                                   | Anja Dittmer                           | Erin Densham                           | Andrea Hewitt                          |
| 2008   | Tony Moulai                            | Frédéric Belaubre                      | Stuart Hayes                           | 2008                                   | Erin Densham                           | Andrea Hewitt                          | Maria Cześnik                          |
| 2007   | Frédéric Belaubre                      | Steffen Justus                         | Maik Petzold                           | 2007                                   | Nicky Samuels                          | Andrea Hewitt                          | Holly Avil                             |
| 2006   | Épreuve annulée                        | Épreuve annulée                        | Épreuve annulée                        | Épreuve annulée                        | Épreuve annulée                        | Épreuve annulée                        | Épreuve annulée                        |
| 2005   | Frédéric Belaubre                      | Frank Bignet                           | Stéphane Poulat                        | 2005                                   | Carole Péon                            | Virginie Jouve                         | Laura Bennett                          |
| 2004   | Stéphane Poulat                        | Yannick Bourseaux                      | Guillaume Dechavanne                   | 2004                                   | Jessica Harrison                       | Stéphanie Gros                         | Delphine Pelletier                     |
| 2003   | Sylvain Dodet                          | Sylvain Sudrie                         | Cyrille Mazure                         | 2003                                   | Delphine Pelletier                     | Jessica Harrison                       | Laurence De Jaeghere                   |
| 2002   | Sylvain Dodet                          | Cyrille Mazure                         |                                        | 2002                                   | Stéphanie Gros                         |                                        |                                        |
| 2001   | Sébastien Libicz                       | Ronnie Babijn                          | Terminot                               | 2001                                   | Béatrice Mouthon                       | Céline Rositano                        | Isabelle Mare                          |
| 2000   | Axel Zeebroek                          | Matthew Reed                           | Darren Carnell                         | 2000                                   | Béatrice Mouthon                       | Virginie Blondeel                      | Céline Rositano                        |
| 1999   | Matthew Reed                           | John C. Lee                            | Jason Metters                          | Aucune concurrente à l'arrivée         | Aucune concurrente à l'arrivée         | Aucune concurrente à l'arrivée         | Aucune concurrente à l'arrivée         |
| 1998   | Chris McCormack                        | Rob Barel                              | Olivier Marceau                        | 1998                                   | Lucy Smith                             | Beth Thompson                          | Sophie Delemer                         |
| 1997   | Lothar Leder                           |                                        |                                        | 1997                                   | Nicole Mertes                          |                                        |                                        |
| 1996   | Épreuve annulée                        | Épreuve annulée                        | Épreuve annulée                        | Épreuve annulée                        | Épreuve annulée                        | Épreuve annulée                        | Épreuve annulée                        |
| 1995   | Didier Volckaert                       |                                        |                                        | 1995                                   | Jenny Rose                             |                                        |                                        |
| 1994   | Remy Rampteau                          |                                        |                                        | 1994                                   | Suzanne Nielsen                        | Annemie Suys                           | Lydie Reuzé                            |
| 1993   | Remy Rampteau                          |                                        |                                        | 1993                                   | Lydie Reuzé                            |                                        |                                        |
| 1992   | Remy Rampteau                          | Karel Blondeel                         | Didier Volckaert                       | 1992                                   | Annemie Suys                           | Jeannine De Ruysscher                  |                                        |
| 1991   | Remy Rampteau                          |                                        | Emmanuel Dubreuil                      | 1991                                   | Hélène Valour                          | Stéphanie Dewaele                      | Sandrine Le Pallac                     |
| 1990   | Kris Marien                            | Christensen                            |                                        | 1990                                   | Valérie Grard                          | Stéphanie Dewaele                      |                                        |
| 1989   | Phil Gable                             |                                        |                                        | 1989                                   | Sandrine Le Pallac                     | Anita Decodts                          | Simone Duhamel                         |
| 1988   | Cess Van Loon                          |                                        |                                        | 1988                                   | Sandrine Le Pallac                     |                                        |                                        |
| 1987   | Dominique Dupré                        | Franck Dernoncourt                     |                                        | 1987                                   | Sandrine Le Pallac                     |                                        |                                        |
| 1986   | Francis Provo                          |                                        |                                        | Aucune concurrente à l'arrivée         | Aucune concurrente à l'arrivée         | Aucune concurrente à l'arrivée         | Aucune concurrente à l'arrivée         |